# U-92号潜艇 (1942年)
U-92号（德語：U 92）是纳粹德国战争海军建造的568艘VII-C型潜艇（或称U艇）之一。它由吕贝克的弗伦德尔船厂承建，于1942年1月10日下水，至同年3月3日交付使用。第二次世界大战期间，该艇曾执行过九次巡逻作战，共击沉2艘、全损1艘和击伤1艘同盟国或中立国舰船，累积总吨位为28,585吨。1944年10月4日，U-92号在盟军飞机对卑尔根的一次空袭中严重受损，遂于一周后退役。其废艇体被拖至特隆赫姆附近的霍普拉峡湾，并于1945年3月7日意外沉没。战后，英国军队将残骸俘获并拆解报废。

## 设计
VII-C型是VII级潜艇的第三次、也是最有价值的改进型。它搭载了被称为“S装置”的新式主动声呐系统，为了容纳这种新设备，VII-C型的艇体尺寸有所增加，并重新设计了鞍状水舱，在其两侧各增加了一个可提供储备浮力的小型浮舱，有利于潜艇完成快速下潜。U-92号的全长为67.10米，舷宽6.20米、并有4.74米的吃水深度，水上和水下排水量分别为769吨和871吨。该艇采用双轴设计，具有两副直径为1.23米的三叶螺旋桨。在机械系统方面，VII-C型艇也得到了升级：通过艇上配备的燃油过滤系统，柴油机润滑系统的使用受命得以延长，也为不同润滑剂在艇上机械设备上混合使用留足了余地。原先前型艇用于发射鱼雷和主压载舱吹除操作的电动空气压缩机则改为容克斯的柴动压缩机，从而减小了对艇上电气系统的依赖；此外，该型艇还装配了更为现代化的电力转换系统。动力由两台日耳曼尼亚生产的F46型六缸四冲程1,400匹公制馬力（1,000千瓦特）涡轮增压柴油机用于水面运行，以及两台布朗-博韦里提供的GG UB 720/8型375匹公制馬力（280千瓦特）双作用电动发电机用于水下航行；水面最高航速17.7節（32.8每小時），水下7.6節（14.1每小時）；能够在水面以10節（19每小時）航速续航8,500海里（15,700），或以4節（7.4每小時）连续在水下航行80海里（150）而无需充电。
武器装备方面，U-92号装备有五具内置式鱼雷发射管——艇艏四具、艇艉一具。其艇艉的鱼雷发射管设计在耐压壳体内部、两片舵之间，鱼雷可以由此向外发射。在轮机舱甲板下方还配备了用于艇艉的鱼雷装填系统，耐压壳体与甲板室之间一前一后还设计有外置鱼雷贮存装置，因此U-92号可携带14枚G7型鱼雷。但不同于其它批次的C型艇，该艇不设水雷贮存及布设装置。此外，它还搭载有一门配备220发弹药的88毫米35式速射炮以及一门配备1,195发弹药20毫米30式高射炮作为甲板炮。其标准船员编制为4名军官及40－56名水兵。

## 历史
1939年1月25日，海军造舰局将第二批次的五艘VII-C型潜艇（U-88至U-92号）建造合同发包予吕贝克的弗伦德尔船厂。其中U-92号于1940年11月25日开始铺设龙骨，建造序列为296。经过逾十三个月的建造，它于1942年1月10日下水，至同年3月3日在首度担任艇长的海军中尉阿道夫·厄尔里希的指挥下交付使用。完成海试后，该艇加入驻基尔的第5潜艇区舰队，先是在波罗的海进行战备训练，进而于1942年9月作为前线艇换编至驻布雷斯特的第9潜艇区舰队服役。1944年10月4日，加拿大皇家空军第6联队和英国皇家空军第8联队对挪威卑尔根发动空袭，47架蘭開斯特轟炸機和93架哈利法克斯轟炸機在卑尔根港湾共投下603枚1,000英磅（450）炸弹。其中7枚击中潜艇暗堡，但对厚重的钢筋混凝土天花板几乎没有造成任何破坏。而附近的修藏坞则遭到严重破坏，连带导致当时驻扎在那里的U-92号严重受损。为此，该艇于10月12日就地退役，其废艇体随即被拖至特隆赫姆附近的霍普拉峡湾，并于1945年3月7日意外沉没。战后，英国军队将残骸俘获并拆解报废。
第二次世界大战期间，U-92号曾执行过九次巡逻和二十次狼群作战，共击沉2艘、全损1艘和击伤1艘同盟国或中立国舰船，累积总吨位为28,585吨。

### 作战巡逻
完成战备训练后，厄尔里希率领U-92号于1942年8月12日从基尔启程执行首次巡逻。他先是横渡波罗的海，于17日抵达挪威的克里斯蒂安桑补充燃料，继而前往冰岛西南部的北大西洋游弋。从8月25日至9月17日，该艇曾加入“前锋狼群”，意图以集群方式袭击盟军的护航船队，但一无所获。经过为期四十五天、水面6,798.9海里（12,591.6）、水下542海里（1,004）的航行，U-92号于9月25日20:30抵达德占法国的布雷斯特。休整一个月后，厄尔里希于10月24日17:30重新出发执行第二次巡逻，前往爱尔兰岛以西的北大西洋游弋，并在盟军登陆北非后前往直布罗陀和摩洛哥以西海域监视，至12月28日14:30回到布雷斯特。在这次为期六十六天、水面8,331.7海里（15,430.3）、水下1,116.9海里（2,068.5）的行动中，该艇曾相继加入“游蛇”（11月2—8日）和“西墙”（11月8日—12月16日）狼群，并取得首计战功：11月16日05:49，隶属MKS-1X号护航队中的英国货轮麦克塔格特氏族号（Clan Mactaggart）在加的斯西南约50海里（93）处遭U-92号发射鱼雷击沉。11月29日，U-118号在海上为该艇补充了80立方米的燃料、三周的给养和饮用水；U-463号则于12月22日也提供了给养。
U-92号的第三次巡逻更为成功。它于1943年2月6日离开布雷斯特，前往北大西洋游弋。从2月11日至18日和2月19日至25日，该艇曾分别加入“骑士”和“克纳彭”狼群，并跟随后者参与了袭击ON-166号护航队的行动。2月21日22:25，U-92号在亚速尔以北从5,000米外向英国客轮帝国商人号（Empire Trader）发射了两枚鱼雷。对方当时已从船队中掉队，正奉命跟随加拿大轻型护卫舰多芬号驶往亚速尔群岛。一枚鱼雷击中其左舷1号货舱。该船继续以5節（9.3每小時）的速度航行，但因进水严重而不得于翌日弃船，多芬号遂遵从英国海军部的指示用炮火将其击沉。22日04:36，厄尔里希再向同一护航队发射三枚鱼雷，并报称两艘船沉没，第三艘受损。但实际上仅第一枚和第三枚击中了25号阵位的挪威捕鲸母船N·T·尼尔森-阿隆索号（N.T. Nielsen-Alonso），其余鱼雷则射失。该船在轮机舱和锅炉舱之间的左舷被击中，主发动机被水淹没、两艘左舷救生艇被毁、3名值班人员遇难。船员们很快便分乘四艘救生艇弃船，后续由U-753号完成“致命一击”。经过为期二十八天、水面4,121.5海里（7,633.0）、水下665海里（1,232）的航行，U-92号于3月5日11:45返抵布雷斯特。
1943年4月12日17:10，U-92号在厄尔里希的指挥下从布雷斯特出发，前往法韦尔角东南和亚速尔西南的大西洋中部执行第四次巡逻，至6月26日19:08返回。行动中，该艇曾相继加入六个狼群，但均一无所获。惟4月14日，隶属英国皇家空军第10中队的一架惠特利轰炸机在比斯开湾向出航的U-92号投掷了4枚炸弹，但仅造成轻微损坏。5月9日，U-119号率先为其提供30立方米的燃料和补给品，5月26日则由U-459号转移了52立方米燃料、备件和1.5吨给养。6月12日，U-92号再从U-460号接收18立方米的燃料、给养和备件，确保完成这次历时七十六天、水面10,275.2海里（19,029.7）、水下1,086海里（2,011）的超长航行。
海军上尉霍斯特-蒂洛·奎克于1943年8月接替厄尔里希担任U-92号艇长，他指挥了该艇的第五至第七次巡逻。其中的第五次巡逻于9月9日17:00启程，但由于离港时不慎撞上浮桥，导致水平舵受损，不得不返回布雷斯特。奎克于9月16日重新出发，却发现水平舵依然存在问题，遂于次日返港。9月25日第三度启程后，U-92号余下的行程也并不顺利；由于深水炸弹损伤，该艇最终于10月1日提前中断巡逻，六天后返抵布雷斯特。在接下来的两次巡逻中，U-92号主要去往爱尔兰西南部和纽芬兰附近的北大西洋游弋，期间尽管曾先后加入多达九个狼群，但始终未能再击沉或击伤任何船只。奎克的职务于1944年6月28日被海军中尉威廉·布劳尔取代。
布劳尔率领U-92号执行了最后两次巡逻。该艇于1944年7月8日21:02离开布雷斯特展开第八次巡逻，作为“强盗行动”的一份子，它前往英吉利海峡进行了一次精密的侦察，两天后便返航。此行结束后，U-92号于7月11日至8月16日在布雷斯特的海军船厂安装了通气管设备。第九次巡逻于8月17日01:15启程，在这次前往挪威的转运之旅中，该艇于北大西洋游弋，取得了最后一记战功。8月27日20:01，美国坦克登陆舰LST-327号在瑟堡以北约30海里（56）处被布劳尔发射的鱼雷击中，造成严重破坏。鱼雷命中螺旋桨附近，引爆了双桨正上方的弹药舱。爆炸导致船员起居舱被毁，共有22人阵亡、26人重伤。幸存者被友舰LST-346号救起，该船则被拖至普利茅斯，至战争结束后才获进一步拖回美国退役，并宣布为全损。经过为期四十四天、水面957.5海里（1,773.3）、水下2,014.5海里（3,730.9）的航行，U-92号于9月29日08:00抵达特隆赫姆。一天后，布劳尔率艇离开特隆赫姆，前往卑尔根的造船厂接受检修，并于10月2日抵达。

## 袭击历史摘要
| 日期           | 船名                | 船籍     | 吨位  | 结局 |
| -------------- | ------------------- | -------- | ----- | ---- |
| 1942年11月19日 | 麦克塔格特氏族号    | 英国     | 7,622 | 击沉 |
| 1943年2月21日  | 帝国商人号          | 英国     | 9,990 | 击沉 |
| 1943年2月22日  | N·T·尼尔森-阿隆索号 | 挪威     | 9,348 | 击伤 |
| 1944年8月27日  | LST-327号           | 美國海軍 | 1,625 | 全损 |

## 脚注
1. ↑  威廉生，第11頁.
2. ↑  加洛普，第74頁.
3. 1 2  Gröner 1991，第43–46頁.
4. ↑  加洛普，第72頁.
5. 1 2 3 4 5  . U-Boot-Archiv Wiki.   [2024-12-05]. （原始内容存档于2024-07-22）.
6. ↑  Helgason, Guðmundur. . uboat.net.   [2024-12-05]. （原始内容存档于2021-04-18）.
7. 1 2  Helgason, Guðmundur. . German U-boats of WWII - uboat.net.   [2024-12-05]. （原始内容存档于2024-11-30）.
8. ↑  Helgason, Guðmundur. . German U-boats of WWII - uboat.net.   [2024-12-05]. （原始内容存档于2024-11-30）.
9. ↑  Helgason, Guðmundur. . German U-boats of WWII - uboat.net.   [2024-12-05]. （原始内容存档于2020-10-29）.
10. ↑  Helgason, Guðmundur. . German U-boats of WWII - uboat.net.   [2024-12-05]. （原始内容存档于2020-10-25）.
11. ↑  Helgason, Guðmundur. . German U-boats of WWII - uboat.net.   [2024-12-05]. （原始内容存档于2020-12-02）.
12. ↑  Helgason, Guðmundur. . German U-boats of WWII - uboat.net.   [2024-12-05].
13. ↑  Helgason, Guðmundur. . German U-boats of WWII - uboat.net.   [2024-12-05]. （原始内容存档于2024-11-30）.
14. ↑  Helgason, Guðmundur. . German U-boats of WWII - uboat.net.   [2024-12-05]. （原始内容存档于2022-11-30）.
15. ↑  Helgason, Guðmundur. . German U-boats of WWII - uboat.net.   [2024-12-05]. （原始内容存档于2021-03-06）.